# Chironico
Chironico is een plaats en voormalige gemeente in het Zwitserse kanton Ticino en maakt deel uit van het district Leventina.
Chironico telt 402 inwoners.

## Geschiedenis
Op 1 april 2012 ging de Chironico op in de gemeente Faido.